# Washington Irving
Washington Irving (3 d'abril de 1783 - 28 de novembre de 1859) va ser un escriptor, assagista, biògraf i historiador estatunidenc de l'inici del segle xix.
És conegut pels seus contes La llegenda de Sleepy Hollow i Rip Van Winkle, trets del seu llibre The Sketch Book of Geoffrey Crayon, Gent. Els seus treballs històrics inclouen biografies de George Washington, Oliver Goldsmith i Mahoma, i diverses històries d'Espanya del segle xv tractant d'assumptes tals com Cristòfor Colom, Al-Àndalus i l'Alhambra. Irving també va ser ambaixador dels Estats Units a Espanya entre 1842 i 1846.
Va fer el seu debut literari el 1802 amb una sèrie de cartes observacionals dirigides al diari Morning Chronicle, sota el pseudònim Jonathan Oldstyle. Després d'estar-se a Anglaterra el 1815 per a ocupar-se de negocis familiars, va rebre fama internacional amb la publicació de The Sketch Book of Geoffrey Crayon, Gent el 1819. Va continuar publicant regularment –i gairebé sempre amb èxit– durant tota la seva vida, i va completar una biografia en cinc volums de George Washington només vuit mesos abans de morir als 76 anys, a Tarrytown, Nova York.
Irving, junt amb James Fenimore Cooper, va ser el primer escriptor nord-armericà a obtenir un gran èxit a Europa, i va promocionar altres autors del seu país com Nathaniel Hawthorne, Herman Melville, Henry Wadsworth Longfellow i Edgar Allan Poe. Irving va ser admirat per grans escriptors anglesos, com sir Walter Scott, Lord Byron, Thomas Campbell, Francis Jeffrey i Charles Dickens. Com a autèntic primer autor nord-america d'èxit internacional, Irving va defensar l'ofici d'escriure com una professió legítima i va discutir l'aprovació de lleis més severes per a la protecció dels drets de propietat intel·lectual dels escriptors americans.
Molts dels seus contes han estat traduïts al català.

## Biografia
Washington Irving era el més jove d'onze fills d'un comerciant ric. El seu primer nom li va ser donat en homenatge a George Washington. Molt aviat, va desenvolupar la passió pels llibres, devorant Robinson Crusoe i les Nits Arabes. Va estudiar dret en privat a les oficines d'Henry Masterton (1798), Henry Brockholst Livingston (1801) i John Ogde Hoffman (1802), i es va convertir en advocat però només va exercir breument. De 1804 a 1806 va viatjar per Europa, visitant Marsella, Gènova, Sicília (on va veure l'almirall anglès Nelson) i Roma. Al seu retorn als Estats Units, el 1806, Irving va ser admès a l'advocat de Nova York. Va iniciar un negoci amb els seus germans, que es va ensorrar el 1818. Durant la Guerra de 1812, Irving va assistir militarment al governador de Nova York Daniel Tompkins a l'exèrcit dels Estats Units.
La carrera literària d'Irving va començar a la premsa. Va contribuir, entre 1802 i 1803, a The Morning Chronicle, que va ser editat pel seu germà Peter, i després, entre 1807 i 1808, a Salmagundi, escrivint en col·laboració amb el seu germà William i James Kirke Paulding. De 1812 a 1814 va ser editor de la revista Analetic, a Filadèlfia i Nova York.
El 1809 es va publicar una Història de Nova York, explicada per Dietrich Knickerbocker (suposadament un excèntric estudiant nord-americà d'origen holandès), una evocació fantasiosa dels primers anys de Manhattan durant la colònia holandesa. El nom de Knickerbocker també s'havia d'utilitzar per designar la primera escola literària nord-americana, de la qual Irving n'és la figura principal. El llibre encara pertany al folklore de Nova York i la paraula Knickerbocker encara s'utilitza per designar els novaiorquesos la família dels quals pot ser descendent dels primers colons holandesos. Davant l'èxit d'aquesta primera obra, Irving va escriure en la mateixa línia, el 1819-1820, The Sketchbook of Geoffrey Crayon, Gentleman, una col·lecció de contes fortament influenciats pels contes populars alemanys, que inclou alguns dels seus Entre els més coneguts. contes — La llegenda de Sleepy Hollow i Rip van Winkle. El 1822 es va publicar una seqüela, Bracebridge Hall.
Promesa amb Matilda Hoffmann, que va morir el 1809, als disset anys. Perseguit pel record de la jove, no s'havia de casar mai. Després de la mort de la seva mare, Irving va decidir establir-se a Europa, on va romandre durant disset anys, de 1815 a 1832.

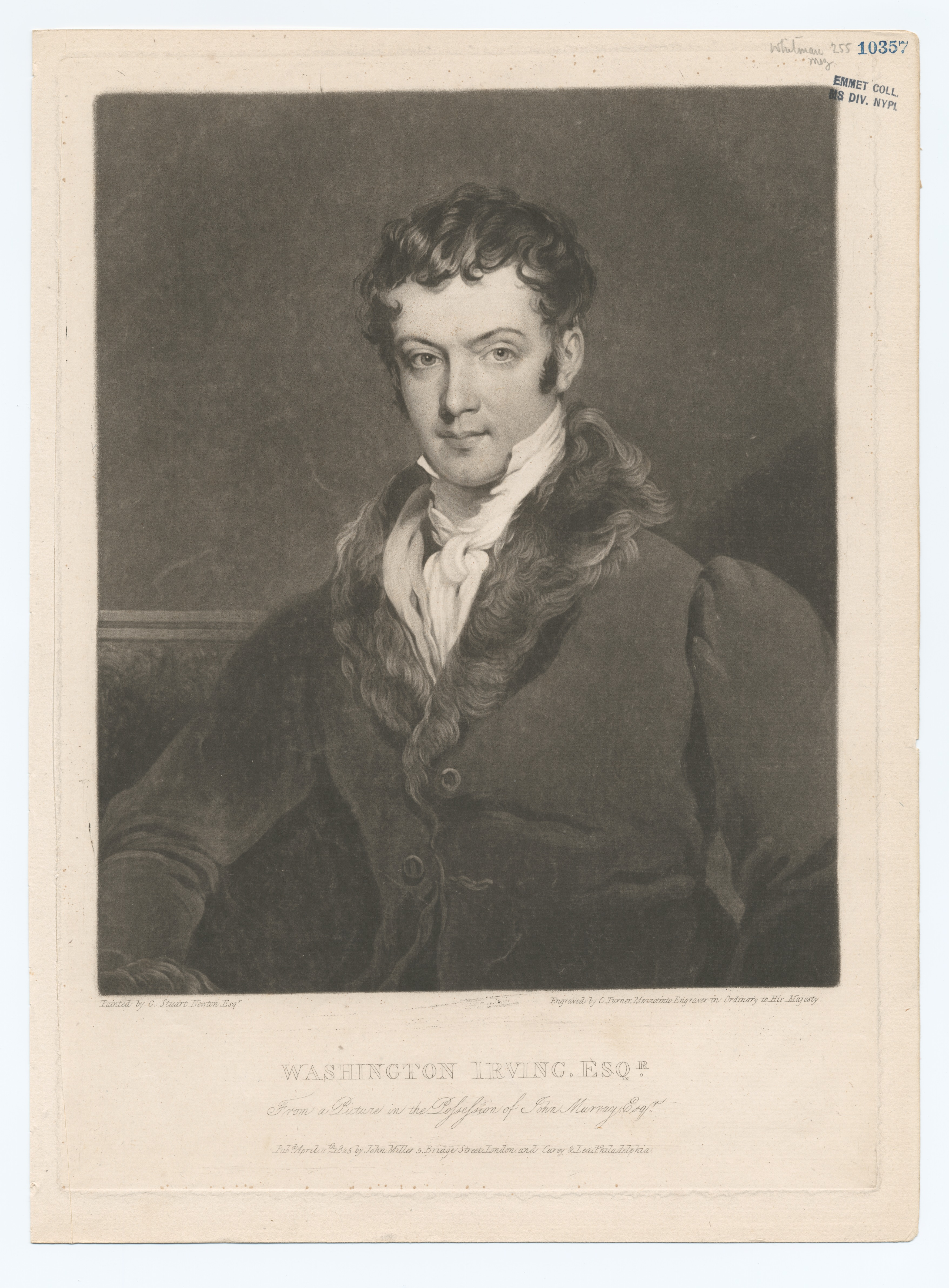
Gravat de Charles Turner
després de Gilbert Stuart Newton, cap al 1818
Històric vall d'Hudson

Va estar a París el 1817 amb Charles Robert Leslie i el va presentar al jove Gilbert Stuart Newton que tornava de Florència. Newton pintarà el seu retrat, que serà enviat a la Reial Acadèmia. Aquesta pintura es troba a Historic Hudson Valley i un gravat de Charles Turner es troba a la National Portrait Gallery (Estats Units).
Va viure successivament a Dresden (1822-1823), Londres (1824) i París (1825). A Anglaterra va tenir una aventura amb la novel·lista Mary Shelley, autora de Frankenstein (llavors vídua de Percy Bysshe Shelley). A més, es va fer amic de Walter Scott. Posteriorment, es va establir a Espanya, on va treballar per a l'ambaixada dels Estats Units a Madrid (1826–1829). De 1829 a 1832, sota el secretari d'estat de Martin Van Buren, Irving va exercir com a secretari de la legació nord-americana. Durant aquesta estada a Espanya, va escriure una sèrie de llibres sobre l'Espanya XVsegle xv: Una història i els viatges de Cristòfor Colom (1828), La crònica de la conquesta de Granada (1829) i Els companys de Colom (1831), obres basades en una acurada investigació històrica, però també Els contes de l'Alhambra (1832), fent referència a la història i llegendes de l'Espanya morisca.
Irving es pren llibertats en versions fictícies de la història. El 1828, en el seu llibre sobre Cristòfor Colom, «en el qual assegura que va consultar els arxius, que és fals, descriu un debat entre Colom i teòlegs a Salamanca en què aquests últims diuen que Colom està boig perquè la Terra és plana. Però això és evidentment un mite: no només aquesta assemblea no es va celebrar mai, sinó que també, repetim-ho, ningú en aquell moment, i sobretot els teòlegs, creien que la Terra era plana».
El 1832, Irving va tornar a Nova York, on va ser rebut amb entusiasme com el primer autor nord-americà a aconseguir fama internacional. Va viatjar pel sud i l'oest dels Estats Units i va escriure The Pencil Blend, Journey to the Prairies of the Western United States (1835), un relat d'un viatge que el va portar a Ft Gibson, en aquell moment un lloc fronterer l'extrem oest, ara a Oklahoma, i Les aventures del capità Bonneville (1837). És una de les primeres personalitats del segle xix per parlar obertament del deteriorament de les relacions entre les tribus índies americanes i els europeus al seu llibre Astoria (1836). De 1836 a 1842, Irving va viure a Sunnyside Manor, Tarrytown, a la vora del riu Hudson, Nova York, on Charles Dickens va venir a visitar-lo durant el seu viatge a Amèrica.

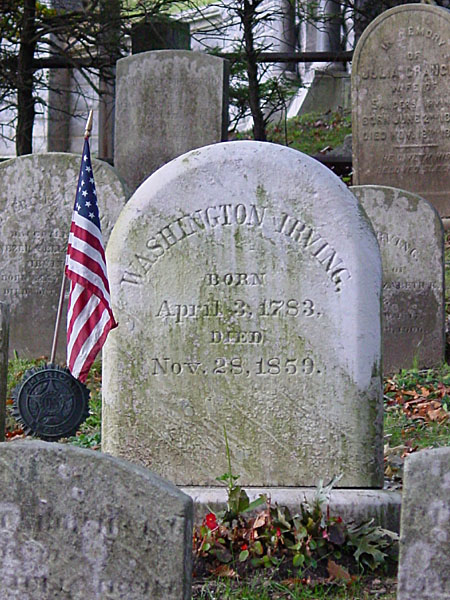
Tomba de Washington Irving.

El 1842, Irving va ser nomenat per Daniel Webster, secretari d'Estat, com a ambaixador dels Estats Units a Espanya, càrrec que va ocupar fins al 1845. Tornant a Amèrica, va passar els últims anys de la seva vida a Tarrytown. En aquesta època va treballar en Mahoma i els seus successors (1849), Wolfert's Roost (1855) i els cinc volums de La vida de George Washington. Va morir a Tarrytown el 1859.
El 1860-1861, les obres principals d'Irving van ser objecte d'una edició 21 volumes. Molts carrers i ciutats dels Estats Units han estat nomenats en el seu honor, incloent Irvington, Texas, la ciutat d'Irvington, Nova Jersey, Washington Street i Washington Street a Birmingham, Alabama, o la ciutat de Bracebridge, Ontario (en referència a la seva novel·la Bracebridge Hall).
És considerat el mentor d'autors com Nathaniel Hawthorne, Henry Wadsworth Longfellow i Edgar Allan Poe. Irving va popularitzar el sobrenom Gotham per a Nova York, més tard utilitzat en còmics i pel·lícules de Batman. Així mateix, s'afirma que ell és l'inventor de l'expressió el dòlar totpoderós.

## Els seus llibres sobre Espanya
Mentre vivia a París, Irving va rebre una carta d'Alexander Hill Everet el 30 de gener de 1826. Everett, nou ambaixador dels Estats Units en Espanya, el convidava a reunir-se amb ell en Madrid, per haver-se assabentat que alguns manuscrits sobre la conquesta espanyola d'Amèrica s’havien fet públics recentment. Irving va partir cap a Madrid i començà a escorcollar amb entusiasme els arxius espanyols buscant material interessant.
Amb un accés complet a la gran biblioteca d'història espanyola del consolat americà, Irving comença a treballar amb molts llibres alhora. El primer rebrot d'aquest dur treball, A History of the Life and Voyages of Christopher Columbus, fou publicat en gener de 1828. El llibre va ser popular als Estats Units i a Europa i tindria 175 edicions publicades abans de la fi del segle. També fou el primer projecte d'Irving en ser publicat amb el seu propi nom, en lloc d'un pseudònim, en la portada. Irving va ser convidat a visitar el castell del Duc de Gor, que li va donar accés sense restriccions a la seva biblioteca, que contenia molts manuscrits medievals. Chronicle of the Conquest of Granada fou publicat un any més tard, seguit de Voyages and Discoveries of the Companions of Columbus en 1831.
Els escrits d'Irving sobre Cristòfor Colom són una mescla d'història i ficció, és a dir, estan basats en llargues investigacions en arxius espanyols, però també tenen elements imaginatius que donen més vida a les històries. El primer d'aquests treballs és la font del perdurable mite que diu que els europeus medievals creien que la Terra era plana. D’acord amb el popular llibre, Colom va provar que la Terra era redona.
El 1829, Irving va ser escollit membre de la Societat Filosòfica Americana. Aquest mateix any es traslladà a l'Alhambra de Granada, «determinat a romandre ací», va dir, «fins que tingui alguns escrits començats connectats amb el lloc». Tanmateix, abans que pogués tenir cap escrit significant començat, li fou notificat el seu nomenament com a secretari del consolat americà a Londres. Preocupat per decebre amics i familiars si renunciava al càrrec, Irving va partir d'Espanya cap Anglaterra el juliol de 1829.
Finalment, fruit de les notes que va arreplegar en la seva estada en Granada, The Alhambra: a series of tales and sketches of the Moors and Spaniards va ser publicat el maig de 1832 als Estats Units i Anglaterra. Aquest llibre serà conegut posteriorment com els Contes de l'Alhambra.

## Llista d'obres
| Títol                                                               | Data de publicació     | Signada com (nom de plume)                               | Gènere                       |
| ------------------------------------------------------------------- | ---------------------- | -------------------------------------------------------- | ---------------------------- |
| Letters of Jonathan Oldstyle                                        | 1802                   | Jonathan Oldstyle                                        | Cartes observacionals        |
| Salmagundi                                                          | 1807-1808              | Launcelot Langstaff, Will Wizard, et al                  | Sàtira                       |
| A History of New York                                               | 1809                   | Diedrich Knickerbocker                                   | Sàtira                       |
| The Sketch Book of Geoffrey Crayon, Gent.                           | 1819-1820              | Geoffrey Crayon                                          | Contes/assajos               |
| Bracebridge Hall                                                    | 1822                   | Geoffrey Crayon                                          | Contes/assajos               |
| Tales of a Traveller                                                | 1824                   | Geoffrey Crayon                                          | Contes/assajos               |
| The Life and Voyages of Christopher Columbus                        | 1828                   | Washington Irving                                        | Biografia/novel·la històrica |
| The Chronicles of the Conquest of Granada                           | 1829                   | Fray Antonio Agapida                                     | Història romàntica           |
| Voyages and Discoveries of the Companions of Columbus               | 1831                   | Washington Irving                                        | Biografia/història           |
| Tales of the Alhambra                                               | 1832                   | "The Author of the Sketch Book"                          | Contes/viatge                |
| The Crayon Miscellany                                               | 1835                   | Geoffrey Crayon                                          | Contes                       |
| Astoria                                                             | 1836                   | Washington Irving                                        | Biografia/història           |
| The Adventures of Captain Bonneville                                | 1837                   | Washington Irving                                        | Biografia/novel·la històrica |
| The Life of Oliver Goldsmith                                        | 1840 (revisat el 1849) | Washington Irving                                        | Biografia                    |
| Biography and Poetical Remains of the Late Margaret Miller Davidson | 1841                   | Washington Irving                                        | Biografia                    |
| Mahomet and His Successors                                          | 1850                   | Washington Irving                                        | Biografia                    |
| Wolfert's Roost                                                     | 1855                   | Geoffrey Crayon Diedrich Knickerbocker Washington Irving | Biografia                    |
| The Life of George Washington (5 volums)                            | 1855-1859              | Washington Irving                                        | Biografia                    |